# Пинатубо (озеро)
Пинатубо (таг. Lawa ng Pinatubo) — кратерное озеро, расположенное на острове Лусон, в муниципалитете Ботолан, провинция Самбалес, Филиппины. Имея глубину около 600 метров, является самым глубоким озером страны; а также является самым молодым озером страны — оно появилось в результате извержения одноимённого вулкана 15 июня 1991 года.

## Описание
Озеро, находящееся в кратере вулкана, расположено в восточной части провинции Самбалес, у самых границ провинций Тарлак и Пампанга. Имеет условно округлую форму, примерные размеры 2 на 1,5 километров, площадь 1,83 км², глубина ок. 600 м. Питание — исключительно дождевое, из озера вытекает рукотворный канал шириной пять метров (выкопан в 2001 году), речушка Букао и ряд безымянных ручьёв. Поскольку в регионе за год выпадает большое количество дождя, постоянно существует опасность переполнения чаши озера, что может привести к наводнению, в частности, под угрозой находится город Ботолан (57,7 тыс. жителей в 2015 году), расположенный в 37 километрах к северо-западу от кратера. Разница высот между озером и центром города составляет 916 метров, то есть почти 25 метров высоты на километр длины, к тому же от горы до города предыдущими лахарами промыты широкие и глубокие каньоны, поэтому в случае возникновения чрезвычайной ситуации у горожан останутся считанные минуты, чтобы спастись.
Озеро Пинатубо является популярной туристической достопримечательностью.